# Obszar metropolitalny Milwaukee

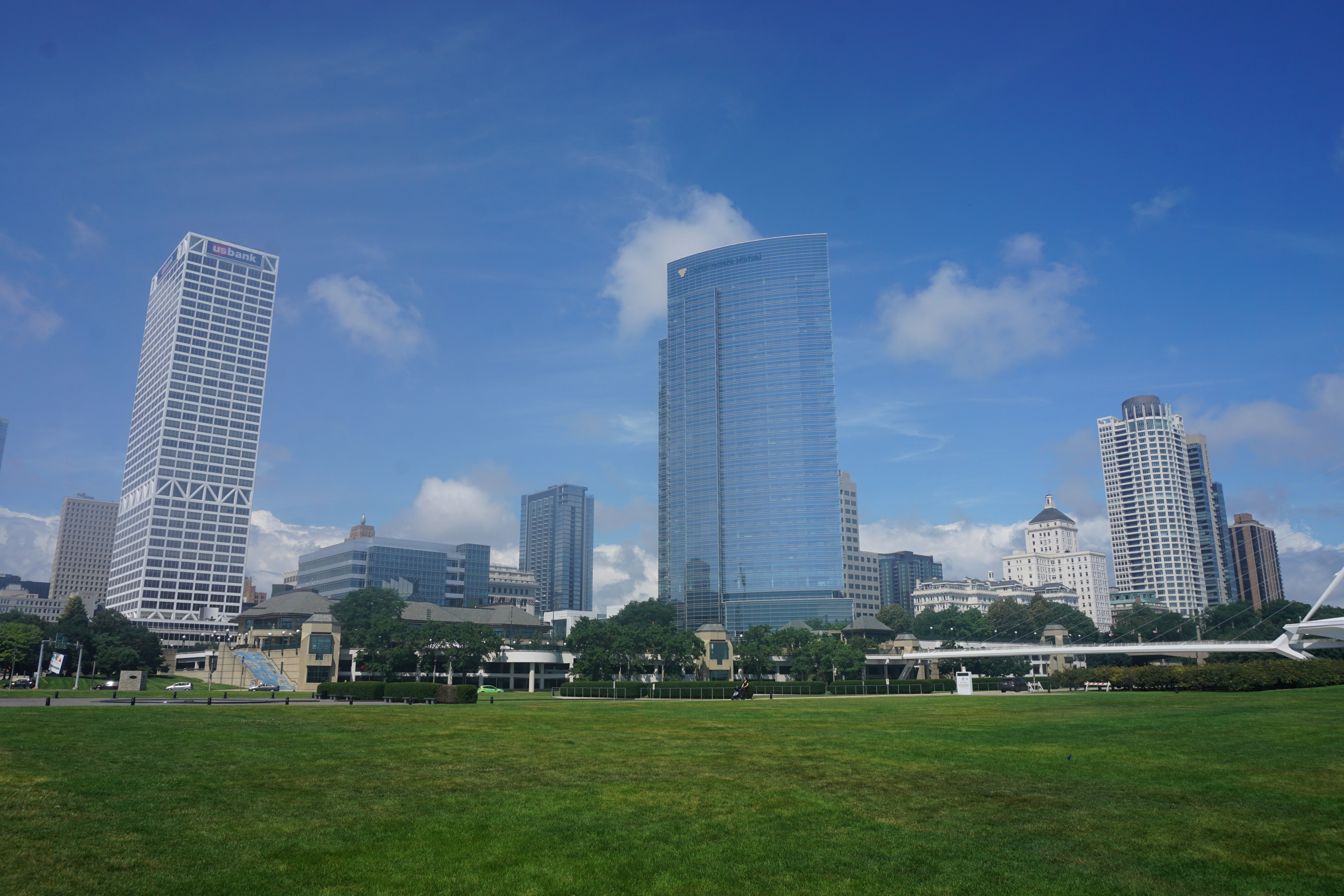
Centrum Milwaukee w 2022 roku

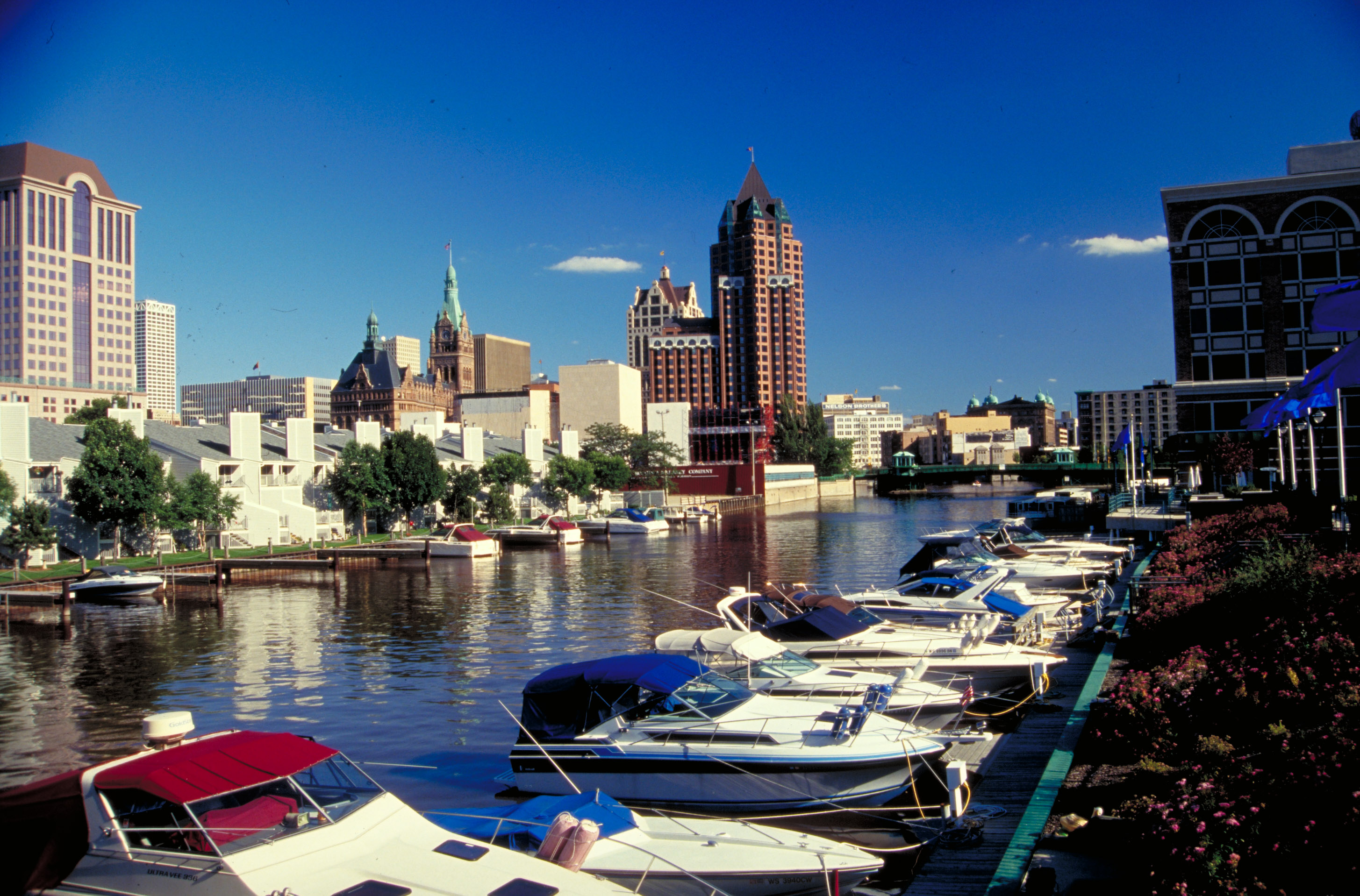
Łodzie rekreacyjne na rzece Milwaukee

Obszar metropolitalny Milwaukee (nazywany także Milwaukee–Waukesha–West Allis) – obszar metropolitalny położony w południowo-wschodniej części stanu Wisconsin, nad Jeziorem Michigan. Według spisu w 2020 roku liczy 1 574 731 mieszkańców, co czyni go największym obszarem metropolitalnym w stanie Wisconsin i 39. w Stanach Zjednoczonych.
Jest znana jako jedna z najbardziej polskich metropolii w Stanach Zjednoczonych, gdzie przeszło jedna dziesiąta mieszkańców deklaruje polskie pochodzenie.

## Podział
US Census definiuje obszar metropolitalny Milwaukee (MSA) jako składający się z następujących hrabstw: Milwaukee, Ozaukee, Washington i Waukesha. Dodatkowo większy połączony obszar statystyczny (CSA) obejmuje hrabstwa Racine, Dodge, Jefferson i Walworth.

## Większe miasta
- Milwaukee (577,2 tys.)
- Racine (77,8 tys.)
- Waukesha (71,2 tys.)
- West Allis (60,3 tys.)
- Wauwatosa (48,4 tys.)
- Brookfield (41,5 tys.)
- New Berlin (40,5 tys.)
- Menomonee Falls (38,5 tys.)
- Greenfield (37,8 tys.)
- Franklin (36,8 tys.)
- Oak Creek (36,5 tys.)
- West Bend (31,8 tys.)

## Gospodarka
Produkcja była historycznie kluczowym elementem gospodarki obszaru metropolitalnego Milwaukee. Wciąż 16% siły roboczej w regionie jest zatrudnionych w produkcji, co plasuje Milwaukee na drugim miejscu w kraju wśród 50 największych miast pod względem zatrudnienia w przemyśle. Region jest szczególnie znany z produkcji silników i urządzeń, automatyzacji i zaawansowanej produkcji oraz technologii medycznej. Ważną rolę w rozwoju ośrodka miejskiego odegrało przetwórstwo żywności.
W ostatnich dziesięcioleciach gospodarka aglomeracji ulega dywersyfikacji, a na znaczeniu zyskały przede wszystkim bankowość i opieka zdrowotna. Około 7% siły roboczej w regionie jest zatrudnionych w sektorze usług finansowych. Northwestern Mutual, największy na świecie dostawca indywidualnych ubezpieczeń na życie, zatrudnia ponad 5 tys. osób w swoich kampusach w centrum Milwaukee i na przedmieściach Franklin. Największym pracodawcą zostaje jednak sieć szpitali Advocate Aurora Health, zatrudniająca ok. 25 tys. pracowników.

## Demografia
Według danych pięcioletnich z 2021 roku metropolię zamieszkiwało 1 571 784 mieszkańców, w tym 69,6% mieszkańców stanowiła ludność biała (65,2% nie licząc Latynosów), 16,5% to byli czarnoskórzy Amerykanie lub Afroamerykanie, 5,5% miało rasę mieszaną, 3,9% to Azjaci, 0,41% to rdzenna ludność Ameryki i 0,03% to Hawajczycy i mieszkańcy innych wysp Pacyfiku. Latynosi stanowili 11,3% ludności aglomeracji.
Wśród osób deklarujących swoje pochodzenie do najliczniejszych grup należą osoby pochodzenia niemieckiego (31,9%), afroamerykańskiego, polskiego (10,3%), irlandzkiego (9,5%), meksykańskiego (7,5%), angielskiego (4,6%), włoskiego (4,2%) i norweskiego (3,1%).

## Religia

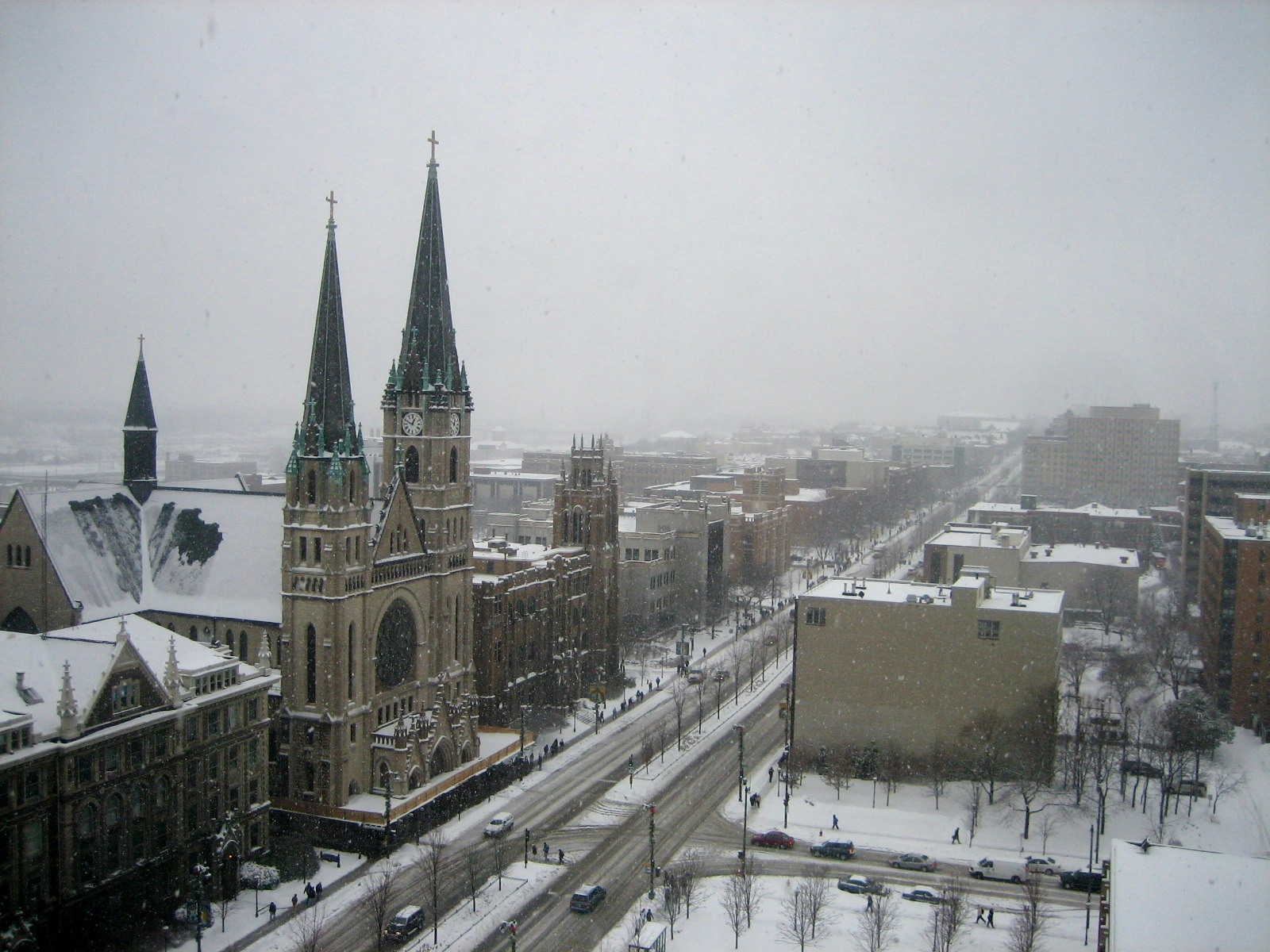
Katolicki Kościół Gesu

Największymi grupami religijnymi w obszarze metropolitalnym Milwaukee są katolicy i protestanci. Według danych Stowarzyszenia ARDA z 2010 roku Kościół katolicki liczył 382 748 członków w 129 kościołach. Według danych z 2019 roku, 26% mieszkańców pozostaje niezrzeszonymi religijnie.
Nurt Kościołów protestanckich obejmuje wiele wyznań i denominacji, na czele z Kościołem luterańskim, który jest reprezentowany przez trzy główne synody – Missouri (60,2 tys.), ELCA (57,5 tys.) i Wisconsin (48 tys.). Ponadto lokalne bezdenominacyjne zbory ewangelikalne zrzeszały 60,1 tys. członków, różne zbory baptystyczne – ok. 50 tys., zielonoświątkowe – ok. 40 tys. i wiele mniejszych grup protestanckich.
Największą niechrześcijańską grupą byli muzułmanie (9,2 tys. wyznawców). Inne kilkutysięczne społeczności obejmowały prawosławnych, żydów, mormonów, hinduistów, świadków Jehowy, unitarian uniwersalistów, buddystów i scjentystów.

## Edukacja
Prywatny jezuicki uniwersytet badawczy Marquette University znalazł się na 83. miejscu w krajowym rankingu uniwersytetów US News. Do innych wysoko ocenianych uczelni w tym rankingu należą: Milwaukee School of Engineering, Carroll University i prywatne uniwersytety luterańskie: Concordia University Wisconsin i Wisconsin Lutheran College.